# Volxtheater Favoriten
Das Volxtheater Favoriten wurde 1994 von politisch linken Aktivisten aus dem Umfeld des von ihnen besetzten Ernst-Kirchweger-Hauses in Wien-Favoriten gegründet. Der Theatergruppe, die in den letzten Jahren zumeist nur mehr als Volxtheater in Erscheinung tritt, liegt ein kollektives, nicht hierarchisches Konzept zugrunde. Neben zahlreichen Bühnenstücken ist das Volxtheater Favoriten vor allem für seine künstlerisch-politische Intervention im öffentlichen Raum bekannt.
2001 war das Volxtheater Favoriten an der Gründung der Volxtheaterkarawane beteiligt, die politisch-künstlerische Aktionen in vielen europäischen Staaten durchführte. In den letzten Jahren ist die Gruppe verstärkt durch szenische Lesungen und thematische Liederabende präsent.

## Stücke und Lesungen
- "Ein Abend für Dieter Schrage" (29. Juni 2012)
- "Genova Sample" (Oktober 2004 – Januar 2005)
- "Bukaka says: Another war is possible" frei nach Brener/Schurz (Oktober 2002 – Februar 2004)
- "The lie of Performance" (Herbst 2000 – Dezember 2001)
- "Schluss mit Lustig! Ein Land dreht durch" (November 1999)
- "Der Auftrag" von Heiner Müller (Mai/Juni 1997)
- "Theatercollagen – Franca Rame & anderes Material" – 28./29. März 1997
- "Frauenleben" – 8. März 1997
- "Bezahlt wird nicht!" von Dario Fo (Juni – November 1996)
- "Penthesilea. Eine Hundsoper sehr frei nach Kleist" (März 1996)
- "Die Dreigroschenoper" von Bertolt Brecht/Kurt Weill (November 1994 – September 1995)

## Liederabende
- "Queer Lovesongs" – 19. Oktober 2006 im Fluc/Wien
- "Queere Lieder für die Liebe" – 7. Juni 2005 im EKH – Volxtheater-Liederabend im Rahmen von Identities 2005 – Queer Film Festival in Wien
- "Eine Changsong-o-Perücke trägt sich selbst" 12. Jänner 2005 – Thema: Verkauf des Ernst-Kirchweger-Hauses durch die KPÖ
- "Was wir sind, sind wir durch sie" 18. Dezember 2004 – Thema: Verkauf des Ernst-Kirchweger-Hauses durch die KPÖ
- "Index of censored Songs" 22./24.5. Mai 2003 – Thema: Lieder die US-Radiostationen nach dem 11. September nicht mehr spielen durften
- "Volxtheater Favoriten & Gefangenencore" (2001) – Thema: Genua und Gefängnis
- "La nuit de 999" – Chansons, Ballades & Grotesqes – 31. Dezember 1998 im EKH
- "Jenseits von Gut und Böse" – 25. Jänner 1998 im Theater Gruppe 80
- "Chor der Werktätigen und Nichtwerktätigen" – Winter 1996

## Aktionen
- "Aufruf zur freiwilligen Stuhlprobenabgabe! - auch Ihr Code für Europa" – anlässlich des EU-Gipfels in Wien – 11. Dezember 1998
- "Straßentheater gegen Xenophobie und Repression – Auf zur 2. großen Grenzschutzaktion!" – 3. Juli 1998
- "Straßentheater gegen Xenophobie und Repression" – 26. April 1997
- "Sparpaket-Aktion" – 1. Mai 1996
- "Metamorphiles Hexaphonium" – Frühling 1996
- "Donaukanaldurchschwimmung" – 27. Mai 1995

## Tourneen
- "noborderZONE im Rahmen des internationalen noborderCamps in Strasbourg" – 19. – 28. Juli 2002 in Strasbourg
- "noborderZONE" – 19. – 23. März 2002 in Graz
- Volxtheaterkarawane / noborder-nonation ab 26. Juni 2001
- "Kulturkarawane gegen Rechts" – Oktober 2000 durch Süd-Kärnten
- "EKH-Tour" – Mai 2000